# 圣色尔爵巴克斯教堂
圣色尔爵巴克斯教堂（ϯⲉⲕⲕⲗⲏⲥⲓⲁ ⲛ̀ⲧⲉ ⲛⲓ⳥ ⲥⲉⲣⲅⲓⲟⲥ ⲛⲉⲙ ⲃⲁⲭⲟⲥ Ϧⲉⲛ ⲡⲓⲥⲡⲉⲗⲉⲱⲛ），位于开罗科普特老城，是埃及最古老的科普特教堂之一，其历史可追溯到4世纪。
该堂供奉圣色尔爵和圣巴克斯，为4世纪的基督徒军人，在叙利亚被罗马皇帝馬克西米安杀害。
传统认为，圣色尔爵巴克斯堂建于圣若瑟、圣母玛利亚和婴孩耶稣来到埃及旅程的终点，他们定居于此，若瑟在巴比伦要塞工作。
他们居住的地穴深10米，当尼罗河的水位较高时，常会被洪水淹没。
历史上，这里是开罗主教座堂，许多科普特正教会教宗在此选举。第一位是教宗依撒格（690-92年）。许多主教也在此祝圣，直到教宗克里斯托杜洛的任期。(1047–1077)。
该堂建于4世纪，大约750年曾被烧毁，在8世纪修复，但仍被视为早期科普特教堂的典范。